# Mt'nasari Lerrnashght'a
Mt'nasari Lerrnashght'a är en bergskedja i Armenien. Den ligger i den norra delen av landet, 100 kilometer nordost om huvudstaden Jerevan.
I omgivningarna runt Mt'nasari Lerrnashght'a växer i huvudsak blandskog. Runt Mt'nasari Lerrnashght'a är det ganska tätbefolkat, med 58 invånare per kvadratkilometer.